# Les Loups (film, 2014)
Pour plus de détails, voir Fiche technique et Distribution.
Les Loups est un film dramatique québécois sorti en 2014, écrit et réalisé par Sophie Deraspe dont c'est le troisième long métrage de fiction après Rechercher Victor Pellerin et Les Signes vitaux.

## Synopsis
Élie, une jeune Montréalaise qui vient de subir une IVG, est à la recherche de son propre géniteur dont elle ne connaît que le prénom, le tatouage et le nom d'un village aux Îles de la Madeleine. Elle se confronte à l'univers viril de chasseurs de phoques mis sous tension par la présence d'activistes écologistes.

## Fiche technique
- Titre original : Les Loups
- Réalisation : Sophie Deraspe
- Scénario : Sophie Deraspe
- Musique originale : David Trescos
- Direction artistique : Jean Babin
- Décors : Frédérique Bolté
- Costumes : Nancy Chiasson
- Maquillage : Joan-Patricia Parris
- Coiffure : Martin Rivest
- Photographie :  Philippe Lavalette
- Son : Frédéric Cloutier, Benjamin Viau
- Montage : Amrita David
- Production : Marc Daigle et Sophie Salbot
- Sociétés de production : Association coopérative de productions audio-visuelles et Athénaïse
- Société de distribution : Les Films Séville
- Pays d'origine :  Canada,  coproduction Québec-France
- Lieu de tournage : Grande-Entrée, Îles-de-la-Madeleine (fin mars à mi-avril 2013)
- Langue originale : français
- Format : couleur (Technicolor)
- Genre : drame
- Durée : 107 minutes
- Dates de sortie :
  - Canada : 6 décembre 2014 (première mondiale au Festival du film de Whistler (en) (WFF))
  - Canada : 19 février 2015 (Ouverture des 33es Rendez-vous du cinéma québécois au cinéma Impérial)[1]
  - Canada : 20 février 2015 (sortie en salle au Québec)
  - Canada : 9 juin 2015 (DVD)
  - Israël : septembre 2015 (Festival international du film de Haïfa)
  - Italie : 23 novembre 2015 (Festival du film de Turin (TFF))
  - Allemagne : novembre 2015 Festival international du film francophone de Tübingen-Stuttgart (de)

## Distribution
- Evelyne Brochu : Élie Marans (Elisabeth Droski)
- Louise Portal : Maria
- Benoît Gouin : William Menquit
- Gilbert Sicotte : Léon
- Cindy Mae Arsenault : Nadine
- Augustin Legrand : Christophe, le Français
- Patrice Bissonnette : Robin Church
- Martin Dubreuil : Maxime
- Stéphane Gagnon : Réal Clark
- Ungalaaq Avingaq : Sylvain Menquit
- Marc-André Leblanc : Mathieu

## Prix
- Festival du film de Whistler (en) 2014 : mention spéciale du jury pour l’interprétation de Louise Portal pour son rôle de Maria
- Festival du film de Turin 2015 : prix FIPRESCI du meilleur long métrage[2]